# Tunnel Ambroise-Paré
Le tunnel Ambroise-Paré, parfois appelé tunnel de Boulogne, est un tunnel routier à double tube situé dans les Hauts-de-Seine. Il est traversé par l'autoroute A13.

## Origine du nom
Ce tunnel tient son nom de l'hôpital Ambroise-Paré à Boulogne-Billancourt sous lequel il est établi.

## Caractéristiques
L'ouvrage est constitué de deux tubes parallèles, de type à tranchée couverte, d'une longueur de 819 mètres. Il est exploité par la direction interdépartementale des Routes d'Île-de-France.
Le 24 octobre 2021, un vol de plusieurs centaines de mètres de câbles en cuivre provoque la fermeture du tunnel par cette direction, par mesure de précaution.

## Tracé
L'extrémité ouest se trouve au niveau de la rue des Victoires à Boulogne-Billancourt.
De l'ouest vers l'est, le tunnel passe successivement sous la rue des Menus, l'avenue Charles-de-Gaulle, la rue du Transvaal, le boulevard Anatole-France et le carrefour des Anciens-Combattants.
L'extrémité est se trouve entre la route de Boulogne-à-Passy et l'avenue de la Porte-d'Auteuil.